# ポーランドの地方自治
ポーランドの地方自治（ぽーらんどのちほうじち）では、中欧地域に位置するポーランドにおける地方自治について紹介する。

## 現行制度の概要
1999年1月に導入された現行の地方自治体は、広域自治体としての県（wojewodztwo：ヴォイェヴツトフォ）、中間自治体としての郡（powiat：ポヴィャト）、基礎自治体である市町村（gmina ：グミナ）の３つに分けられる。なお市町村のうち、首都ワルシャワなど人口10万以上の市と旧制度の県における県庁所在地だった町については郡と同等の地位を有している（powiat grodzki）。
| 県（wojewodztwo）              | 16    |
| 郡（powiat）                   | 314   |
| 郡の同格の市（powiat grodzki） | 66    |
| 市町村（gmina）                | 2,478 |
出典：『ポーランドハンドブック（2016年2月版）』80頁。2015年、内務行政省
それぞれの自治体は住民の直接選挙で選ばれる議員で構成される議会を有している。県代表（Marszalek）や郡長（Starosta）はそれぞれの議会で選出された幹部会（ZarzadWojewodztwa／ZarzadPowiatu）の互選で選出されるが、市町村長は住民による直接選挙制が2002年から導入されている。県における首長である県代表とは別に中央政府によって任命された県知事（wojewoda）を最高責任者とする県庁（Urząd Wojewódzki）が置かれており、地方における国家行政の執行や委託業務の監督、地方議会が定めた条例や決定の審査を行っている。そのため、日本における地方自治制度よりも政府による介入が及びやすく、中央集権的色彩が強いとの指摘もある。

## 地方自治制度の沿革
注：この項目では市町村についてグミナと表記する。

### 独立回復後および共産党政権時代
ポーランドが独立を回復した1918年から第二次大戦直前においては県と郡及びグミナの三層構造が採られていた（1939年4月現在で17県・264郡・3195グミナ）。第二次大戦後は従来制度を基本としつつ、グミナの下に地区（Gromada）と区（Dzielnica、ワルシャワとウッジに設置）を設置する制度が導入された。1954年、共産党（ポーランド統一労働者党）政権による地方制度改革によって、グミナが廃止され、それまでグミナの下に置かれていた地区 が地方の基礎団体となった。その後、1973年から75年にかけて地方制度改革が行われ、1973年に地区制度が廃止されグミナが復活した。そして75年には郡の廃止と県の分割（22→49）、郡の権限をグミナに委譲し、県とグミナによる二層構造となった。

### 1989年の体制転換後
1989年の共産党政権と反体制派による円卓会議の場では、地方制度改革についても議題として取り上げられたが、合意には至らなかった。同年行われた部分的自由選挙の結果、発足したマゾヴィエツキ政権の下に設置された地方自治局によって地方制度改革が進められ、1990年3月に地方制度改革に関する一連の法律が制定された。1990年に制定された地方自治制度は、グミナに基礎自治体としての法人格を付与し、住民の直接選挙で選ばれる評議会が最高決定機関とされ、執行機関として評議会によって選出される首長を中心とした幹部会が設置された。グミナの上に置かれていた県は、首相によって任命された県知事を中心とする国家機関とされ、県内における国家行政に関する事務を司ると共に、県内のグミナを指導・監督する権限を有していた。なおグミナ評議会によって選出される県議会が置かれていたが、議決権は有しておらず、県知事の諮問機関と位置づけられていた。また県の下には出先機関として支庁（Rejon）が存在し、道路や建設及び都市開発に関する事務を担当していた。
1990年に導入された地方制度については地方と中央の権限分担や財政分担、当時の49に細分化された県では広域団体としての機能を充分に果たせていないなどの問題点が当初から指摘されていた。そのため、1992年から1993年にかけ、ハンナ・スホツカ政権の下で、中間団体としての郡の復活や、国から郡への事務や権限の移行などの地方制度改革に向けた取り組みが検討された。しかし、1993年6月にスホツカ政権の不信任案が下院で可決された事を受けて行われた1993年議会選挙の結果、民主左翼連合（以下、SLD）とポーランド農民党（以下、農民党）による連立政権が発足した事で、95年1月から予定されていた郡の導入は延期され、権限委譲も大幅に縮小された。
SLDは地方制度改革に前向きなグループが大半であったが、連立パートナーの農民党が強く反発したため、地方制度改革は1996年議会選挙の結果、発足した「連帯」選挙行動と自由連合の連立によるイェジ・ブゼク政権によって行われる事になった。中間団体としての郡の導入、広域団体である県の統合（49→16）と自治体化、県議会議員の公選制導入などを柱とする地方制度改革に関する関連法案は1998年7月下旬に議会を通過、末の大統領署名を経て成立した。そして同年10月、統一地方選挙（県議会と郡議会およびグミナ評議会の議員を選出）が行われ、翌1999年1月から現行制度が導入された。

## 各自治体の役割と権限
県と郡及び市町村における権限と役割について列挙する。

### 県
- 地域経済政策（経済発展・貿易・地域振興・失業対策）
- 広域インフラ整備（県道管理・水資源管理・国の環境保護政策の執行）
- 高等教育（大学・高等専門学校など）、広域文化政策
- 広域保健サービス（専門病院など）
- 地域開発の調整（農村振興など）

### 郡
- 地域インフラ整備（郡道・上下水道・環境保護対策など）
- 中等教育（中学・高校・職業学校など）
- 公共保健サービス（総合病院など）
- 広域福祉（障害者・老人社会福祉施設など）、失業対策
- 治安維持（郡警察）、消防・防災

### 市町村
- 基本的な地域インフラの整備（市町村道・上下水道・電気・ゴミ処理など）
- 公共交通や公共住宅の運営
- 初等教育（幼稚園や保育園・小学校）、基礎的医療機関、市町村警察、消防

出典：前掲書56頁

## 地方議会
県と郡及び市町村は議決機関としての議会を有している。以下に選挙制度について解説する。

### 人口2万人以下の市町村議会
- 中選挙区制（完全連記制）
- 各自治体を定数1～5名の選挙区に区分け。

### 人口2万人以上の市と郡及び県議会
- 比例代表制（最低得票率5％の阻止条項あり）
- 各自治体を定数5～10名の選挙区に区分け。

### 統一地方選挙

#### 2010年選挙
2010年11月23日（決選投票は12月5日）に統一地方選挙が行われ、県と郡及び市町村議員がそれぞれ選出された。県議会議員選挙では、市民プラットフォーム（PO）が総計で222議席（前回186議席）を獲得して躍進、「法と正義」（PiS）は141議席の獲得で前回議席（170議席）を下回った。また農民党（PSL）は93議席（前回83議席）、民主左翼連合（SLD）は85議席（前回66議席）を獲得、それぞれ躍進した。地域別で見た場合、POがポーランド西部から中部にかけての13県議会で第一党となり、PiSは南東部の2県議会で第一党に、PSLはシフィェンティクシシュ県で第一党となった。この結果、POとPSLが16県議会全てで過半数を確保した。
- 投票率
  - 県議会選挙：47.32％
  - 郡議会選挙：50.70％
  - 市町村議会選挙 
    - 人口2万人以上の市町村議会選挙：46.71％
    - 人口2万人未満の市町村議会選挙：52.23％

| 党派                       | 県議会 | 郡議会 | 市町村議会 |
| -------------------------- | ------ | ------ | ---------- |
| 市民プラットフォーム（PO） | 222    | 1,315  | 5,313      |
| 「法と正義」（PiS）        | 41     | 1,085  | 2,417      |
| ポーランド農民党（PSL）    | 93     | 999    | 4,373      |
| 民主左翼連合（SLD）        | 85     | 493    | 973        |

出典：『ポーランドハンドブック』57頁

#### 2014年選挙
2014年11月16日に統一地方選挙が実施された（首長選挙の決選投票は11月30日）。県と郡及び市町村議会議員が選出された。県議会に於いては市民プラットフォーム（PO）が179議席で第一党（前回222議席）となり、「法と正義」（PiS）は171議席（前回41議席）で第2党となった。これ以外では農民党（PSL）が157議席（前回93議席）で躍進した一方、民主左翼連合（SLD）は28議席（前回85議席）で低迷した。
- 投票率
  - 県議会選挙：47.21％
  - 郡議会選挙：50.21％
  - 市町村議会選挙：45.54％
  - 市長村長選挙
    - 第1回投票：47.34％
    - 決選投票：39.97％

| 党派                       | 県議会 | 郡議会 |
| -------------------------- | ------ | ------ |
| 市民プラットフォーム（PO） | 179    | 747    |
| 「法と正義」（PiS）        | 171    | 1,517  |
| ポーランド農民党（PSL）    | 157    | 1,701  |
| 民主左翼連合（SLD）        | 28     | 234    |

出典：『ポーランドハンドブック（2016年2月版）』83頁